# Sanford (Florida)
Sanford is een plaats (city) in de Amerikaanse staat Florida, en valt bestuurlijk gezien onder Seminole County.

## Demografie
Bij de volkstelling in 2000 werd het aantal inwoners vastgesteld op 38.291.
In 2006 is het aantal inwoners door het United States Census Bureau geschat op 49.124, een stijging van 10833 (28.3%).

## Geografie
Volgens het United States Census Bureau beslaat de plaats een oppervlakte van
58,5 km², waarvan 49,5 km² land en 9,0 km² water. Sanford ligt op ongeveer 13 m boven zeeniveau.

## Plaatsen in de nabije omgeving
De onderstaande figuur toont nabijgelegen plaatsen in een straal van 16 km rond Sanford.

## Geboren
- Jim Courier (1970), tennisser